# Buxus triptera
Buxus triptera är en buxbomsväxtart som beskrevs av Eg.Köhler. Buxus triptera ingår i släktet buxbomar, och familjen buxbomsväxter. Inga underarter finns listade i Catalogue of Life.